# Synaphosus
Synaphosus là một chi nhện trong họ Gnaphosidae.